# 生成ガス容積
生成ガス容積（せいせいガスようせき）とは、火薬類が爆発した時に発生するガスの標準状態での体積である。爆薬の静的な効果は生成ガスの膨張による仕事効果であるため、爆薬の威力を求めるための重要な指標の一つとなる。単位はL/kgで表される。
例えばトリニトロトルエン1キログラムが完全燃焼（爆轟）すると一酸化炭素、遊離炭素、窒素、水蒸気などの混合ガス730リットルが発生する。
ガス比容が絶対温度273K（約0°C）で求めているのに対して生成ガス容積は常温で爆発熱によるガスの熱膨張を含めた体積を求めている。そのため、ガス比容567リットルに対して生成ガス容積は730リットルとなる。実際に発生するガスの実体積としては生成ガス容積の値の方が近いため爆薬の威力を計算する場合は生成ガス容積が用いられる。